# Sellingerbeetse
Sellingerbeetse est un hameau néerlandais dans la commune de Westerwolde dans la province de Groningue.
Le hameau est situé à l'ouest de Sellingen, aux abords d'une petite réserve naturelle, le Sellingerveld. Près du hameau sont situés trois étangs, créés après l'extraction de sable, et de nos jours destinés au tourisme.